# Habenaria luetzelburgii
Habenaria luetzelburgii är en orkidéart som beskrevs av Rudolf Schlechter. Habenaria luetzelburgii ingår i släktet Habenaria och familjen orkidéer. Inga underarter finns listade i Catalogue of Life.